# Actinodendron hansingorum
Actinodendron hansingorum is een zeeanemonensoort uit de familie Actinodendronidae.
Actinodendron hansingorum is voor het eerst wetenschappelijk beschreven door Carlgren in 1900.